# Vesperinae
Sous-famille
Les Vesperinae forment une sous-famille d'insectes coléoptères de la famille des Vesperidae ou des Cerambycidae selon les classifications.
Cette sous-famille ne contient qu'un seul genre : Vesperus parfois placé dans l'unique tribu des Vesperini selon les classifications.

## Liste des tribus, genres et espèces
Selon ITIS (28 juin 2020) :
- tribu Vesperini Mulsant, 1839

Selon NCBI (28 juin 2020) :
- genre Vesperus
  - Vesperus conicicollis
  - Vesperus sanzi
  - Vesperus strepens
  - Vesperus xatarti